# Wham!
Wham! («Вем!») — дует Джорджа Майкла і Ендрю Ріджлі, який мав величезний успіх у середині 1980-х років. За лише два роки (1984—1986) сім синглів цього колективу побували на першому місці британських попчартів.
Майкл та Ріджлі разом навчалися в школі. 1981 року вони вирішили створити гурт The Executive, однак експеримент провалився. Тоді вони назвалися Wham! і стали виступати дуетом, причому Майкл відповідав за музику, а Ріджлі — за імідж. Їх перший сингл, «Wham Rap!» (1982), потрапив під заборону на радіостанціях за вкраплення нецензурних слів. Незабаром вийшов ще один гедоністичний сингл, «Young Guns (Go for It)», у якому один учасник переконує іншого почекати з весіллям.
Попри дедалі більшу популярність серед дівчат-підлітків, Wham! наприкінці 1983 року зникли з шоубізнесу: Ріджлі займався розробкою сексуальнішого іміджу, а Майкл працював над новим альбомом, для розкручування якого в травні 1984 року вийшов запальний сингл «Wake Me Up Before You Go-Go». Це був їх перший справжній суперхіт: він досягнув першого місця як у Великій Британії, так і в США.
1984 рік став найуспішнішим в історії колективу. У липні вони випустили баладу «Careless Whisper», яка стала найбільшим хітом літа і побувала на вершині практично всіх попчартів світу. Цю пісню сольно виконав Джордж Майкл, хоча написана вона була в співавторстві з Ріджлі. У жовтні Wham! повернулися на перше місце в Європі з відчайдушним синглом «Freedom» (відомим завдяки безлічі кавер-версій).
На Різдво вийшов благодійний сингл з композиціями «Everything She Wants» і «Last Christmas», а у квітні 1985 року Wham! стали першими західними суперзірками, які виступили з гастролями в комуністичному Китаї. Цього року Ріджлі захопився перегонами й закрутив роман з солісткою дівочого гурту Bananarama. Коли в листопаді вийшов черговий сингл («I'm Your Man»), Майкл вже серйозно подумував про сольну кар'єру. Наступний сингл, «A Different Corner», був офіційно записаний дуетом, але просувався як сольна робота Майкла.
1985 року, коли дует був на піку популярності, британська компанія Mark Time Ltd випустила музичний редактор Wham! The Music Box для домашнього комп'ютера ZX Spectrum, куди увійшли кілька хітів Wham!
Улітку 1986 року оголосили про розпад дуету Wham! Прощальний концерт відбувся на стадіоні «Вемблі» в Лондоні, а в червні вийшов останній спільний сингл — «The Edge of Heaven». Сольна кар'єра Джорджа Майкла була досить успішною, в той час, як Ріджлі відразу ж пішов з шоубізнесу. Wham! послужив прообразом низки «хлопчачих» команд кінця 1980-х і початку 1990-х років, серед яких перше місце займають New Kids on the Block у США і Take That у Великій Британії. Першим синглом, який випустив Роббі Вільямс після відходу з Take That, була пісня «Freedom» Джорджа Майкла.

## Дискографія
- Fantastic (1983)
- Make It Big  (1984)
- Music from the Edge of Heaven  (1986)
- The Final  (1986)

## Музичні тури
- Club Fantastic Tour (1983)
- The Big Tour (1984-85)
- Whamamerica! (1985)